# Chazey-Bons (Chazey-Bons)
Chazey-Bons ist eine Ortschaft und eine ehemalige französische Gemeinde mit zuletzt 989 Einwohnern (Stand: 1. Januar 2018) im Département Ain in der Region Auvergne-Rhône-Alpes. Sie gehörte zum Arrondissement Belley und zum gleichnamigen Kanton.
Mit Wirkung vom 1. Januar 2017 wurden die ehemaligen Gemeinden Chazey-Bons und Pugieu zur namensgleichen Commune nouvelle Chazey-Bons zusammengeschlossen, in der die früheren Gemeinden den Status einer Commune déléguée haben. Der Verwaltungssitz befindet sich im Ort Chazey-Bons.

## Lage
Chazey-Bons liegt etwa 55 Kilometer östlich von Lyon im südlichen Bugey.

## Bevölkerungsentwicklung
| Jahr                       | 1962 | 1968 | 1975 | 1982 | 1990 | 1999 | 2006 | 2013 | 2018 |
| Einwohner                  | 502  | 590  | 681  | 728  | 684  | 664  | 705  | 831  | 989  |
| Quellen: Cassini und INSEE |      |      |      |      |      |      |      |      |      |

## Sehenswürdigkeiten
- Kirchen von Chazey-Bons (Saint-Maurice)
- Haus Brillat, seit 1927 Monument historique
- Donjon des Tempels, seit 1973 Monument historique

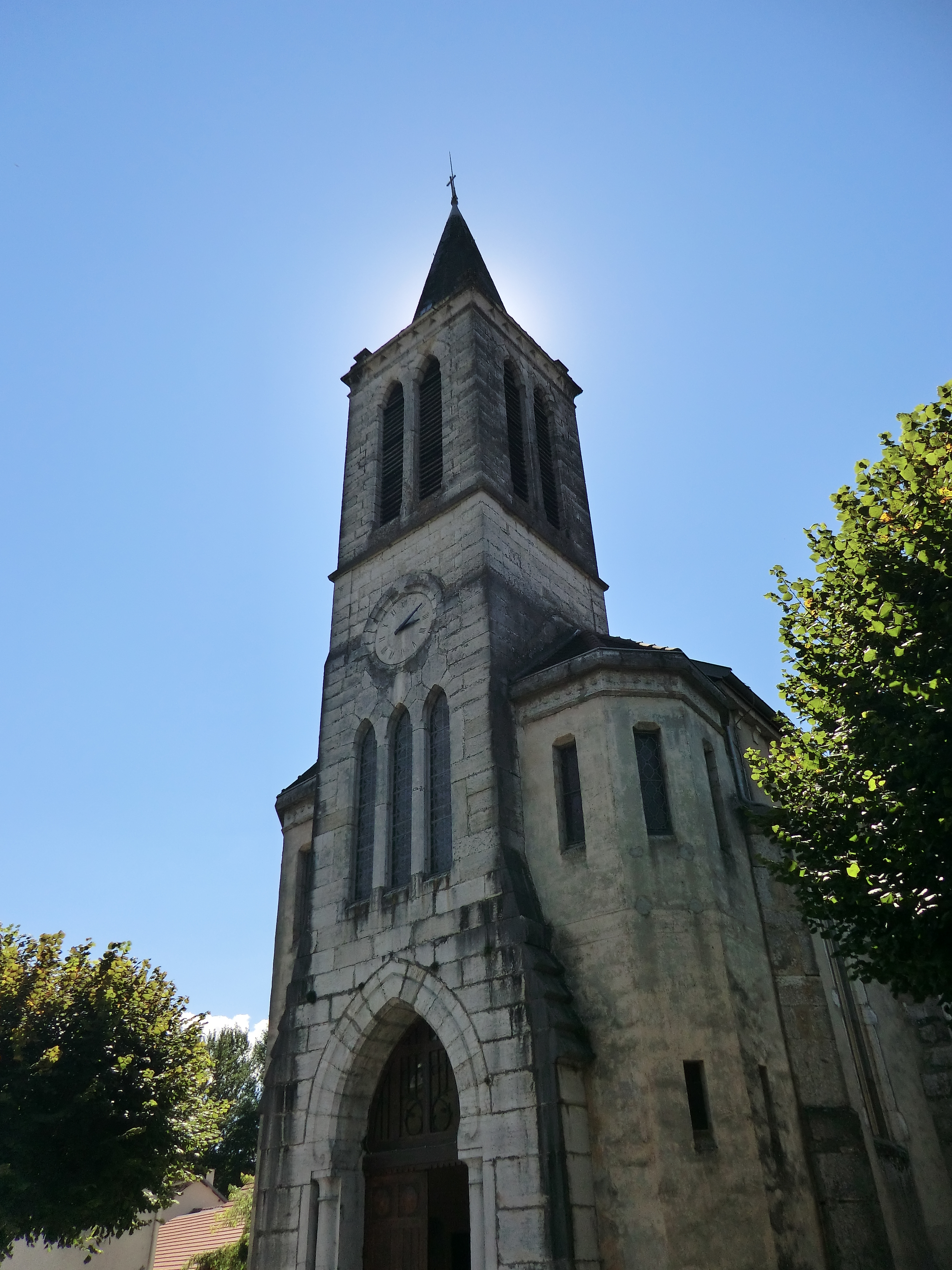
Kirche Saint-Maurice